# صفوت (اسم)
صفوت هو اسم علم مذكر من أصل عربي، ومعناه هو بتلفظ عثماني فهم يحولون التاء المربوطة إلى تاء مبسوطة ساكنة وصوابه «صوفة» والمعنى المختار من كل شيء أفضله، والنخبة، والصفوة الأصحاب المختارون.

## شخصيات تحمل الاسم
- صفوت الشريف (سياسي مصري، 19 ديسمبر 1933 – )
- صفوت الشوادفي (ثيولوجي مصري، 1 سبتمبر 1955 – 17 أغسطس 2000)
- صفوت باشا (سياسي وصدر أعظم عثماني، 1814 – 1883)
- صفوت حجازي (داعية إسلامي وسياسي مصري، 11 أبريل 1963 – )
- صفوت كمال (سبتمبر 1931 – 19 مارس 2009)
- صفوت مصطفى خليلوفيتش (1968 – )

## وصلات خارجية
- موسوعة السلطان قابوس لأسماء العرب نسخة محفوظة 5 أبريل 2019 على موقع واي باك مشين.